# Черевки (Броварський район)
Черевки́ — село в Україні, в Броварському районі Київської області. Населення становить 369 осіб. Входить до складу Згурівської селищної громади.

## Історія
Селище засноване в 1654 році.
є на мапі 1800 року.
За даними на 1859 рік у власницькому та козацькому селі Переяславського повіту Полтавської губернії мешкало 1253 особи (609 чоловічої статі та 644 — жіночої), налічувалось 163 дворових господарства, існували православна церква та сільське правління.
Станом на 1885 рік у колишньому державному та власницькому селі Лехнівської волості мешкало 1272 особи, налічувалось 243 дворових господарств, існували Успенська православна церква, 2 постоялих будинки, лавка, базари по середах, 3 ярмарки на рік, 49 вітряних млинів.
За переписом 1897 року кількість мешканців зросла до 1734 осіб (847 чоловічої статі та 887 — жіночої), з яких 1720 — православної віри.
Виписка з книги «Шляхи, що примикають до Києва, і лінії північній частині області» (невідомого року видання)
В. В. Морачевського, Б. Г, Карпова та І. М. Малишевої (Розділ IX): "Верстах  в  19 от  м. Яготина, на противоположном  берегу Супоя лежит торговое село Черевки, имеющее свыше 2 тыс. жителей, церковь, еженедельный базар  и три ярмарки; в  нем  около 50 мельниц". 1912 - 1622 мешканці.

## Голодомор 1932-33 років
У 1927 році в Черевках створено ТСОЗ. Під час колективізації до Архангельська було вислано хліборобів-працелюбів С. Кирпу, І. Онатія із сином, І. Боровика. Родинам висланих залишили, однак, по три гектари землі. Але компанія «розкуркулення» тривала. У 1931 році вислані з сім'ями на Урал М. Феник, Ф. Кирпа, В. Ярош, Г. Феник, І. Романенко, С. Майсак, В. Заєць, М. Балаш, А. Боровик. Більшість з цих родин загинула в далекому краю.
Під час виконання хлібозаготівель у селян було забрано все до зернини. Активісти Ромашко Т. С., Онатій Я. О., Гутник С. К., Німенко К. К., Губка Ганна, Шашки Іван та Тетяна, Сліпець Федір, Чумичка П. А. та ін.
Сільські комнезамівці не лише відбирали все, що було в хатах їстівного, а виганяли людей з хат і хати розкидали.
Від голоду мерли тоді в основному чоловіки і жінки в розквіті сил, молоді. Трупи валялися в спорожнілих хатах, на подвір'ях, на вулицях, в бур'янах. Поміж них снували напівживі люди в брудному лахмітті, на обличчі лише очі блищать, руки й ноги розпухли, шкіра на ногах потріскалася, рідина з неприємним запахом
стікає додолу.
Діти померлих з голоду селян жили в патронаті, де їх потроху годували, але й вони не всі вижили. Село спорожніло, лише підвода торохкотіла по дорозі, забираючи мертвих і звозячи їх у одну яму. В селі від голоду померло 386 чоловік, з них 149 дітей.
Люди з повагою згадують вчителя І. О. Матвієнка, який був убитий активістами за те, що допомагав дітям, рятуючи їх від голоду.
Мартиролог жителів с. Черевки — жертв Голодомору 1932—1933 років укладений за свідченнями Борисполець О. В., 1920 р.н.; Кирпи О. І., 1928 р.н.; Сай Г. В., 1924 р.н., записаними у 2008 році головою сільради Лавриш Н. В. та зав. бібліотекою Дундук В. М.; свідченнями Онатій І. Г., 1919 р.н., записаними у 2001 році.

## Адміністративне підпорядкування (історичне)
| Період                          | Місцеве підпорядкування                        | Адміністративні одиниці                                                                                            | Державне підпорядкування      |
| ------------------------------- | ---------------------------------------------- | --- | ----------------------------- |
| 17 сторіччя (засноване 1654 р.) | Баришівська сотня                              | Переяславський полк Київський полк (з 1669 р.)                                                                     | Гетьманщина                   |
| 18 сторріччя                    | Переяславський повіт                           | Малоросійська губернія (перша з 1764 р.) Київське намісництво (з 1781 р.) Малоросійська губернія (друга з 1796 р.) | Російська імперія             |
| 19 сторіччя                     | Лехнівська волость — Переяславський повіт      | Полтавська губернія (з 1802 р.)                                                                                    | Російська імперія             |
| 20 сторріччя                    |                                                | |                               |
| 1917- 1919                      | Переяславський повіт                           | Полтавська губернія                                                                                                | Українська Народна Республіка |
| 1921–1923                       | Переяславський повіт                           | Київська губернія (з 1921 р.)                                                                                      | УРСР у складі СРСР            |
| 1923-1937                       | …                                              | Київська округа (з 1923 р.)                                                                                        | УРСР у складі СРСР            |
| 1937-1963                       | Березанський район                             | Київська область (з1932 р.)                                                                                        | УРСР у складі СРСР            |
| 1963-1986                       | Яготинський район                              | Київська область                                                                                                   | УРСР у складі СРСР            |
| 1986-1991                       | Згурівський район                              | Київська область                                                                                                   | УРСР у складі СРСР            |
| 21 сторіччя (сучасний стан)     |                                                | |                               |
| 1991-2020                       | Згурівський район                              | Київська область                                                                                                   | Україна                       |
| з 2020                          | Згурівська селищна громада — Броварський район | Київська область                                                                                                   | Україна                       |

## Персоналії
- Павленко Ніна Явтухівна (* 1932) — українська бандуристка.